# Grenades à main des forces armées des États-Unis
Cet article dresse la liste des grenades à main des forces armées des États-Unis, classées par type, puis par date d’entrée en service.

## Grenades à fragmentation
L’US Standard Color-coding System entré en vigueur en janvier 1961 et sa révision ayant créée le standard OTAN MIL--STD-709C en mai 1976 stipulent que les grenades à fragmentation doivent avoir un corps de couleur vert olive, avec des bandes et des marquages jaunes.

### Mk I
La conception de la Mk I commence lorsque les États-Unis entrent dans la Première Guerre mondiale et s’achève en aout 1917.  Inspirée de modèles britanniques et français, la Mk I se révèle toutefois problématique dans les tranchées en raison de son système d’armement complexe. En effet, il faut d’abord la dégoupiller, puis faire tourner la cuillère avec le pouce pendant le lancer, un mouvement précis difficile à effectuer pour des soldats aux mains engourdies par le froid et soumis au stress du combat. De ce fait, il est fréquent que ces grenades soient lancées sans être correctement armées, permettant à l’adversaire de les relancer. Dans d'autres situations, elles sont armées par accident avant d’être lancées ce quii cause un risque d’explosion prématurée. Pour ces raisons, elle est remplacée à partir d’aout 1918 par la Mk II après que plus de 23 millions d’exemplaires aient été produits. 

### Mk II

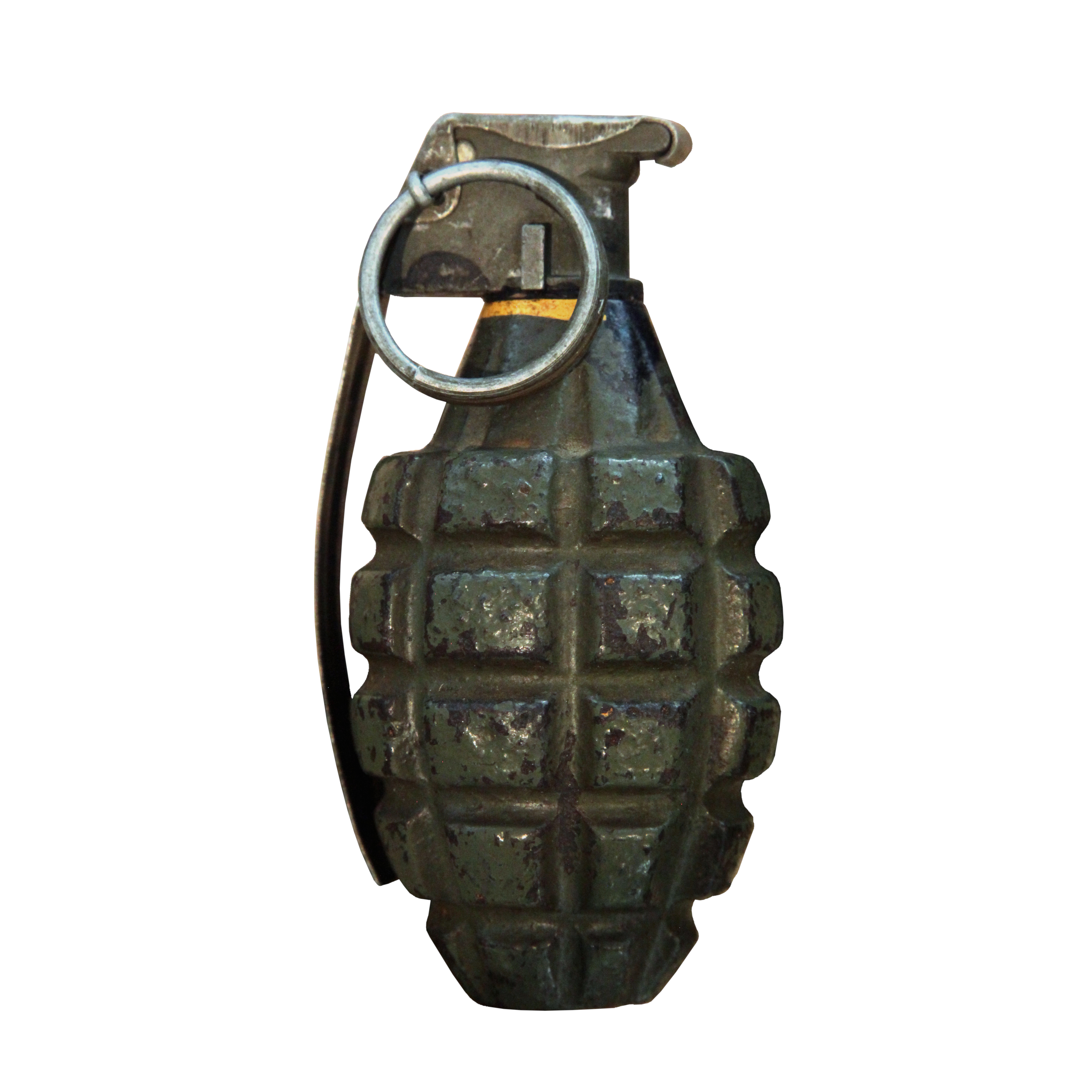
Grenade à fragmentation Mk II.

La Mk II entre en production en aout 1918 en remplacement de la Mk I. Son corps est identique à celle-ci, mais le bouchon est remplacé par un modèle inspiré de la grenade française M1916B, plus simple d’emploi. Environ la moitié des 44 millions d’exemplaires commandés sont produits avant la fin de la guerre. Utilisée par les États-Unis jusqu’à la Guerre du Viêt Nam, la Mk II connaît diverses petites modifications durant sa carrière, la plus notable étant la suppression en 1942 de l’orifice de remplissage situé en dessous, le nouveau modèle prenant le nom de Mk IIA1.

### T12/T13Beano
La T12 et la T13, surnommées Beano, sont deux modèles de grenade à fragmentation développés pendant la Seconde Guerre mondiale. Pesant respectivement 156 g et 337 g, ces grenades ont la taille et la forme d’une balle de baseball et sont conçues pour exploser à l’impact. La mise en production est toutefois abandonnée à la suite de nombreux accidents durant les essais.

### M26/M56/M57
Développée après la Seconde Guerre mondiale sous le nom de prototype T38, la M26 entre en service en 1952. Une version améliorée voit par la suite le jour sous le nom de M26A1.
La M26A2 est une variante de la M26, dotée d’une fusée déclenchée par impact au lieu d’une fusée à retard.
Pendant la guerre du Viêt Nam, les soldats américains sont victimes à plusieurs reprises d’attaques suicides consistant à se jeter sur eux pour dégoupiller les grenades accrochées à leur équipement. Il n’est par ailleurs pas rare que les goupilles s’arrachent après s’être accrochées dans la végétation dense de la jungle. Afin de résoudre ces problèmes, les grenades sont dotées d’une attache de sécurité, qui maintient la cuillère en place lorsqu’il est présent, même si la goupille est retirée, afin d’éviter les explosions accidentelles. Cette innovation s’accompagne de nouvelles dénominations : la M26A1 prend ainsi le nom de M61 et la M26A2 devient la M57. Apparaît également un nouveau modèle, la M56, qui est en fait une M26A2 dotée d’une fusée à retard au lieu de la fusée à impact.

### M33/M67/M59/M68
La M33 est une grande sphérique développée à la fin des années cinquante et dotée d’une fusée à retard M213. La M33A1 est presque identique, mais sa fusée M217 se déclenche à l’impact. Tout comme la M26, les deux modèles sont renommés respectivement M67 et M59 après l’ajout en 1968 de l’attache de sécurité. Il existe également un modèle nommé M68, très proche de la M59 en dehors de changements mineurs.
La M67 est toujours en service dans les forces armées des États-Unis au début du XXIe siècle. Sa production, interrompue à la fin des années 1990, a repris à la suite des guerres d’Afghanistan et d’Irak. 

## Grenades offensives

### Mk III
La Mk III est une grenade offensive utilisée pendant la Seconde Guerre mondiale, à des fins de démolition ou lorsque son utilisateur ne peut se mettre à couvert, le peu de fragments émis rendant son usage dans ce cas-là moins dangereux pour le lanceur qu’avec la Mk II. Prenant la forme d’un cylindre métallique de 397 g, elle comporte dans sa version A1 une fusée M6A3 permettant de déclencher la charge de 194 g de TNT.

## Grenades incendiaires
L’US Standard Color-coding System entré en vigueur en janvier 1961 et sa révision ayant créée le standard OTAN MIL--STD-709C en mai 1976 stipulent que les grenades chimiques doivent avoir un corps de couleur rouge clair, avec des bandes et des marquages noirs.

### AN-M14
L’An-M14, souvent aussi appelée M14, est une grenade à base de thermite généralement emportée par les opérateurs radio ou dans les véhicules dans le but de détruire des équipements sensibles et empêcher ainsi leur capture par l’ennemi. En dehors de cet usage antimatériel, la M14 sert à déclencher des incendies ou, de manière plus inhabituelle, de grenade éclairante en raison de la lumière vive qu’elle produit lors de sa mise à feu.

## Grenades fumigènes

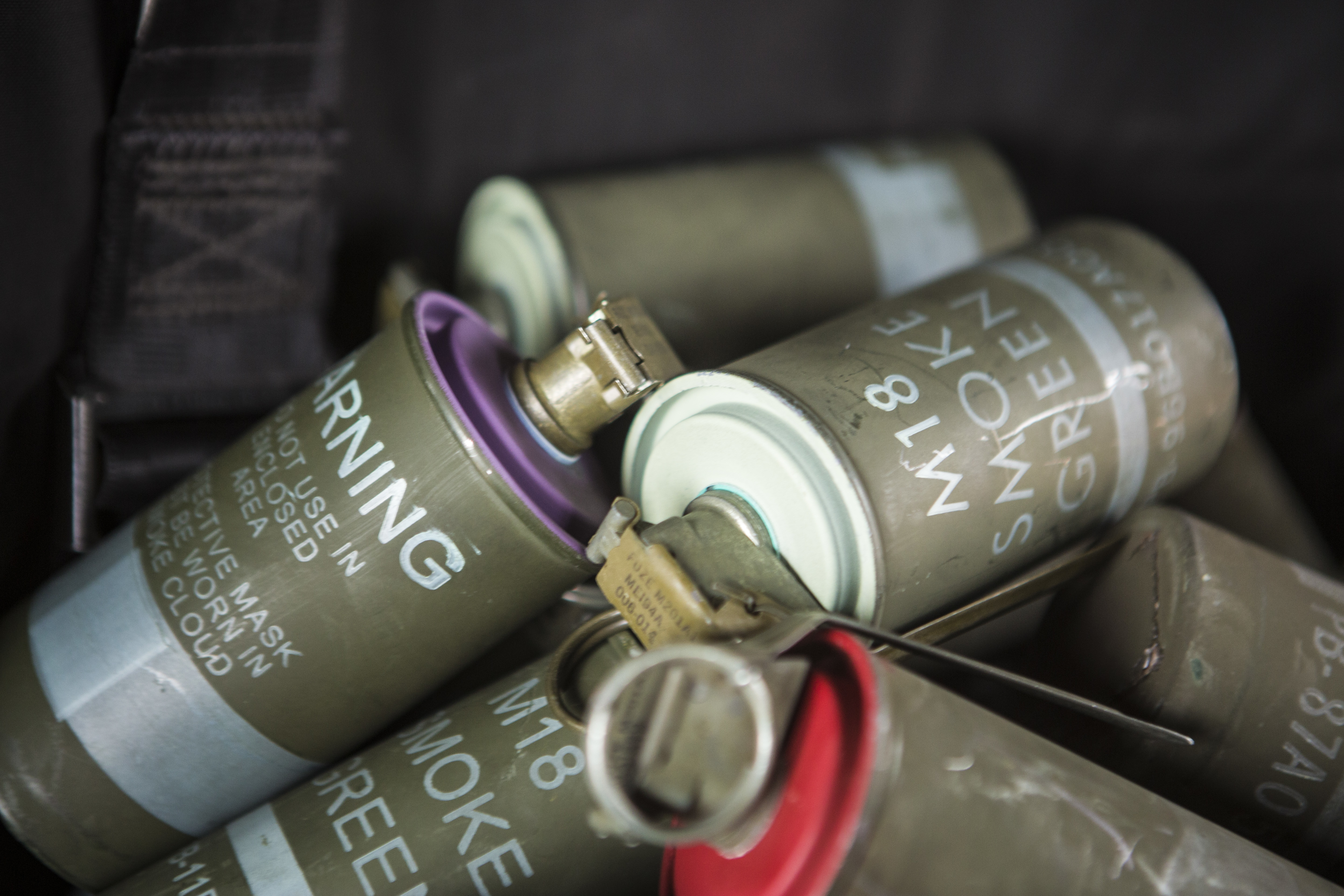
Un lot de grenades fumigènes M18.

L’US Standard Color-coding System entré en vigueur en janvier 1961 et sa révision ayant créée le standard OTAN MIL--STD-709C en mai 1976 stipulent que les grenades fumigènes doivent avoir un corps de couleur vert clair, avec des bandes et des marquages noirs, tandis que le dessus du corps est peint de la couleur de la fumée, par exemple violet pour une grenade émettant une fumée violette. Les grenades fumigènes employant du phosphore blanc ont des marquages rouges et des bandes jaunes afin de signaler le danger dû à la projection de fragments et leur caractère incendiaire.

### AN-M8
L’AN-M8, plus communément appelée M8, est une grenade fumigène générant un nuage incolore et servant usuellement à créer un rideau de fumée.

### M18
La M18 est une grenade fumigène générant un nuage coloré et généralement utilisée à des fins de marquage. Elle est disponible en rouge, vert, jaune ou violet.

### M34
La M34 est une grenade au phosphore blanc servant à créer des écrans de fumée, mais à laquelle le phosphore confère également une capacité incendiaire et antipersonnel.

## Grenades chimiques
L’US Standard Color-coding System entré en vigueur en janvier 1961 et sa révision ayant créé le standard OTAN MIL--STD-709C en mai 1976 stipulent que les grenades chimiques doivent avoir un corps de couleur gris clair, avec des bandes et des marquages rouge foncé.

### M7A2
La M7A2 est une grenade lacrymogène utilisée pendant la guerre du Viêt Nam.

## Grenades incapacitantes
Les premières grenades incapacitantes étaient entièrement peintes en noir. Par la suite leur couleur a été standardisée pour faciliter leur identification de façon que leur corps soit vert olive, avec une bande vert clair et des marquages blancs.

### M84
La grenade incapacitante M84 a été adoptée en 1995. L’intensité sonore de sa détonation est d’environ 170 dB et elle produit également un flash lumineux d’environ sept millions de candelas, ce qui désoriente les personnes situées à moins de dix mètres.

## Grenades d’entraînement

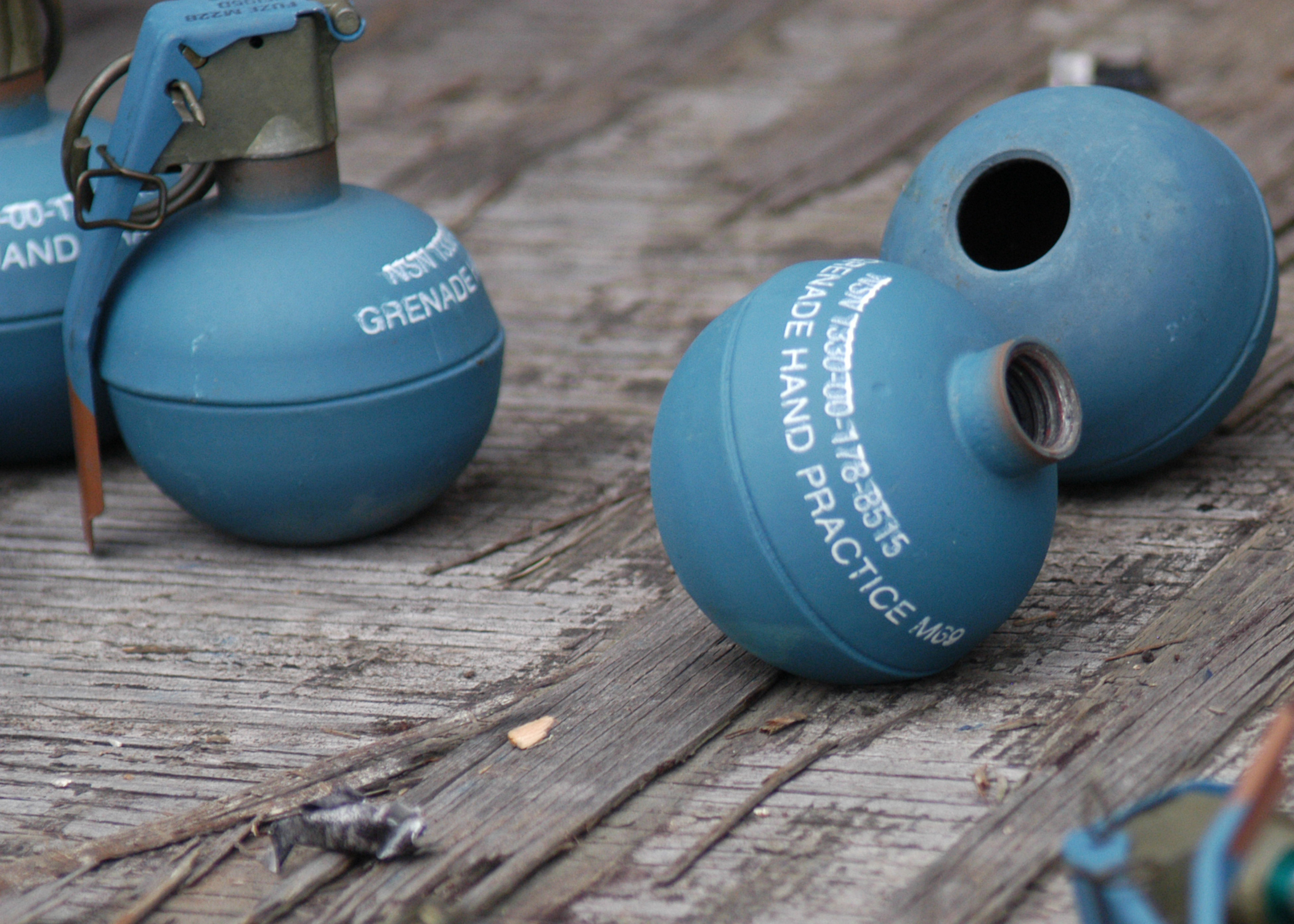
Grenades d’entraînement M69.

L’US Standard Color-coding System entré en vigueur en janvier 1961 et sa révision ayant créée le standard OTAN MIL--STD-709C en mai 1976 stipulent que les grenades d’entraînement doivent avoir un corps de couleur bleu clair, avec des marquages blancs. Les grenades d’entraînement emportant une charge explosive atténuée portent en plus des bandes marron clair.

### Mk I
La Mk I est une grenade permettant d’entrainer les recrues à la manipulation de la grenade à fragmentation Mk II. Elle est de forme identique à cette dernière, mais est complètement inerte, ne disposant d’aucune fusée tandis que son corps est rempli de sable ou autre matériau permettant de lui donner un poids similaire à celui de la Mk II.

### Mk II
La Mk II est la version d’entraînement de la grenade à fragmentation Mk II. D’apparence identique, elle s’en distingue par le bouchon situé dans sa partie inférieure, qui permet d’insérer dans le corps une petite charge de poudre noire simulant l’explosion.

### M30
La grenade M30 est une version d’entraînement de la M26.